# Ladomirov
Ladomirov est un village de Slovaquie situé dans la région de Prešov.

## Histoire
Première mention écrite du village en 1567.

## Démographie

### Évolution de la population
| Année:               | 1994. | 2004.   | 2014.    | 2024.    |
| -------------------- | ----- | ------- | -------- | -------- |
| Nombre de personnes: | 382   | 353     | 290      | 251      |
| Différence:          |       | -7,59 % | -17,84 % | -13,44 % |

| Année:               | 2023. | 2024.   |
| -------------------- | ----- | ------- |
| Nombre de personnes: | 256   | 251     |
| Différence:          |       | -1,95 % |